# 木村秋治郎
木村 秋治郎（きむら あきじろう、本名：中澤 繁広（なかざわ しげひろ）、1970年7月5日 - ）は大相撲の幕内格行司である。兵庫県加古川市出身。三保ヶ関部屋→春日野部屋所属。血液型はA型。

## 人物
加古川市高砂市組合立宝殿中学校時代は柔道に打ち込み加古川市の大会で優勝した実績を持つ。中学校の先輩である清見潟親方（元幕内・大竜川）にスカウトされて中学卒業後に三保ヶ関部屋に入門。当初は力士志望だったが、身長が2センチ足りず新弟子検査に4度不合格の末、師匠の勧めで行司に転身した。
力士志望だっただけあって、あんこ型の体つきと、荒々しい掛け声が特徴。
2013年7月場所、幕内格行司に昇進。
28代木村庄之助の弟子であり、現役行司の中ではトップクラスに土俵上の所作がうまいとされ、昔の行司の動きを研究して実践しているという。使用する軍配は28代庄之助が若い頃に使っていた紫檀の軍配に純銀の飾りをつけた譲り団扇で30代木村庄之助の手を経て秋次郎に贈られた。
2024年春場所では、7日目から体調不良により休場したが、11日目から再出場した。
長男・睦士は相撲の道を志し、東京・浅草の小松竜道場から埼玉栄高等学校相撲部に進んだ。

## 略歴
- 1986年3月 力士としての新弟子検査を受検するも不合格。その後5月、9月、11月の新弟子検査でも不合格。
- 1987年1月　木村繁広の名で行司として初土俵を踏む
- 1987年3月　序ノ口格として番付に初掲載、木村鎮秋に改名
- 1988年1月　序二段格昇進
- 1990年1月　三段目格昇進
- 1992年1月　幕下格昇進
- 1993年1月　木村秋治郎に改名
- 2005年9月　十両格昇進
- 2013年7月　幕内格昇進
- 2013年10月　三保ヶ関部屋閉鎖に伴い春日野部屋へ移籍